# Рукетес (станция метро)
Рукетес (кат. Roquetes) — станция Барселонского метрополитена, расположенная на линии 3. Открытие станции состоялось 4 октября 2008 года в рамках продления линии от станции «Канельес» до станции «Тринитат Нова». Расположена станция в одноимённом районе округа Ноу-Баррис Барселоны.

## Вестибюли
Станция располагает двумя вестибюлями. Южный вестибюль находится на пересечении улиц Жауме Пинен (кат. Carrer Jaume Pinent) и Лес Торрес (кат. Carrer de les Torres); северный же имеет выход к парку Рукетес и улице Видаль-и-Гуаск (кат. Carrer Vidal i Guasch) . Южный вестибюль станции является полностью подземным, в то время как вход в северный вестибюль находится на уровне улицы; там же находятся билетный зал и турникеты.

## Платформа
Островная платформа станции шириной в 8 метров и длиной в 100 метров находится на глубине 50 метров от поверхности. По оба конца платформы присутствуют эскалаторы, лестница и лифт, которые связывают платформу с коридорами, которые ведут к лифтовым шахтам. К вестибюлю под улицей Лес Торрес, ведёт шахта диаметром 18 метров и 3 скоростных лифта, к вестибюлю на улице Видаль-и-Гуаск ведёт шахта диаметром 24 метра и 4 скоростных лифта. Каждый из лифтов вмещает в себя 23 человека, передвигается со скоростью 2 м/с и согласован с прибытием поездов. Также, на станции присутствуют аварийные лестницы, позволяющие в аварийной ситуации обеспечить эвакуацию пассажиров.

## Факты
Изначально именем «Рукетес» называлась нынешняя станция «Виа Джулиа», расположенная на линии 4.